# رايتون أوكويري
رايتون أوكويري (بالإنجليزية: Rayton Okwiri) (مواليد 26 مارس 1986) هو ملاكم كيني، مثّل بلاده في الألعاب الأولمبية الصيفية 2016.

## روابط خارجية
رايتون أوكويري على موقع بوكس ريك (الإنجليزية) (registration required)
- رايتون أوكويري على موقع اللجنة الأولمبية الدولية (الإنجليزية)
- رايتون أوكويري على موقع أوليمبيديا (الإنجليزية)